# Krzykawka
Krzykawka – wieś w Polsce, położona w województwie małopolskim, w powiecie olkuskim, w gminie Bolesław.
W latach 1975–1998 miejscowość administracyjnie należała do województwa katowickiego.
| SIMC    | Nazwa         | Rodzaj     |
| ------- | ------------- | ---------- |
| 0212908 | Dołek         | część wsi  |
| 0212914 | Dziurka       | część wsi  |
| 0212920 | Górka         | część wsi  |
| 0212966 | Kantorostwo   | część wsi  |
| 0212937 | Koło Remizy   | część wsi  |
| 0212943 | Krzykawa Nowa | przysiółek |
| 0212989 | Reczkowe      | przysiółek |
| 0212972 | Za Górą       | część wsi  |

## Zabytki
Obiekty wpisane do rejestru zabytków nieruchomych województwa małopolskiego.
- Cmentarz żydowski, ul. Podgórska 72, początek XX wieku;
- zespół dworski: dwór, ogród z sadem, założenie gospodarcze z budynkiem folwarcznym.
Dwór z 1724 oraz pomnik upamiętniający śmierć poległych w bitwie powstańczej 5 maja 1863. W trakcie walk zginął pułkownik Francesco Nullo, oraz polski powstaniec Władysław Romer, stryj Eugeniusza;
- relikty średniowiecznego gródka rycerskiego.
. Ślady umocnień ziemnych średniowiecznego zamku szlacheckiego, zniszczonego na początku XIV w. przez najemników Jana Muskaty ze Sławkowa[7].

## Osoby związane z miejscowością
- Józef Chodorowicz (1783–1881), szlachcic, właściciel Krzykawki. Walczył pod Racławicami. Pochowany na starym cmentarzu w Bolesławiu. Od 1817 roku właściciel Krzykawki. Dożył 98 lat. Zięciem Józefa Chodorowicza był Karol Gaszyński – sędzia pokoju w Sławkowie, ojciec Marii, żony Antoniego Boguckiego (1880–1956), wicemarszałka Senatu III kadencji 1931–1935[8].

## Religia
W Krzykawce znajduje się parafialny kościół rzymskokatolicki pw. św. Piotra i Pawła.